# Албина Обремски
Албина Обремски (Велики Бечкерек, 1882 — 1927), била је панслависта и чиновник Просветног инспектората.
Рођена је 1882. године у Великом Бечкереку као Албина Толвет, али мења презиме удајом за Пољака Станислава Обремског. Обоје су били
изразити панслависти, због чега су на себе скренули пажњу аустроугарских власти, које су их заједно са децом ухапсиле и осудиле, а затим интернирале у логор. У току хапшења и суђења Албина Обремски иако у другом стању била је мучена и малтретирана. Пето дете, ћерку Јелисавету, родила је у логору у врло тешким условима. Њихов син Станислав Обремски млађи имао је три и по године када је одведен , а четири је провео у интернацији. Доживела је крај рата, пропаст Аустроугарске и стварање Југославије. Запослила се као чиновник Просветног инспектората. Међутим, због претрпљених патњи у логору, послератни период је провела нарушеног здравља. Преминула је 1927. године оставивши иза себе
петоро незбринуте деце.